# Josef Votzi
Josef Votzi (* 26. Jänner 1955 in Korneuburg) ist ein österreichischer Journalist.

## Leben
Votzi studierte Geschichte, Philosophie und Publizistik in Wien und war von 1976 bis 1977 Pressereferent der Österreichischen Hochschülerschaft (ÖH). Im Jahr 1978 war er Chefredakteur des ÖSU-report, Österreichs größtem Studentenmagazin.
Von 1978 bis 1998 war er Redakteur beim Nachrichtenmagazin profil. Hier war er von 1988 bis 1991 Ressortleiter Innenpolitik und von 1992 bis 1998 Chefredakteur, ab 1996 auch Herausgeber.
Im Jahr 1995 veröffentlichte er seinen als „historischen Tabubruch“ bezeichneten Bericht über den damaligen Erzbischof von Wien, Kardinal Hans Hermann Groër und dessen Missbrauch an einem Schüler im Knabenseminar Hollabrunn, der schließlich zum Rücktritt Groërs führte.
Nach einem halbjährigen Sabbatical in den USA (unter anderem an der University of California, Los Angeles) war er von 1999 bis 2008 Chefredakteur des Nachrichtenmagazins News.
Bis 2018 war er Innenpolitikchef der Tageszeitung Kurier.
Seit September 2019 schreibt er für trend, Zeit und Datum (bis Anfang 2023).

## Kritik
Im Februar 2023 wurde von der österreichischen Tageszeitung Die Presse aufgedeckt, dass Votzi über Jahre hinweg den ÖVP-Europaabgeordneten Othmar Karas als bezahlter PR-Berater unterstütze. Votzi gilt in Österreich insbesondere zu Themen der ÖVP als besonders gut informiert und tritt dazu regelmäßig als Experte auf. Diese Expertise sowie seine Unabhängigkeit stehen damit unter großem Zweifel. Die Chefredakteurin von Datum, Elisalex Henckel, beendete die Zusammenarbeit mit dem Hinweis, dass „seine Beratungstätigkeit für unvereinbar mit der Rolle eines politischen Journalisten“ sei.

## Auszeichnung
- 2025: Kurt-Vorhofer-Preis[8][9]